# Vuelo del Cuatro Vientos
El vuelo del Cuatro Vientos fue el último de los grandes vuelos históricos de la aviación militar española, que por primera vez cruzaba el océano Atlántico desde Sevilla (España) hasta Camagüey (Cuba) en 1933 sin paradas intermedias. Tras concluir el viaje España-Cuba de manera exitosa, el avión desapareció por razones aún no conocidas cuando volaba sobre México, durante la segunda parte de su trayecto.

## Pilotos
En 1932 el capitán de ingenieros Mariano Barberán y Tros de Ilarduya, nacido en Guadalajara el 14 de octubre de 1895, director de la Escuela de Observadores de Cuatro Vientos (Madrid) y héroe de la guerra de Marruecos, habiendo adquirido un reconocido prestigio como navegante en la preparación del vuelo del Plus Ultra (primero que cruzó el Atlántico, pero con paradas), concibió la idea de realizar un vuelo sin escalas desde España a las Antillas.
Fue designado como primer piloto el teniente de caballería Joaquín Collar Serra, natural de Figueras (Gerona) (25 de noviembre de 1906) y profesor de la Escuela de Caza de Alcalá de Henares (Madrid), y como segundo piloto y navegante el propio Barberán. Para actuar como mecánico de asistencia en tierra se eligió al sargento Modesto Madariaga natural de Corral de Almaguer (Toledo), profundo conocedor del aparato que había de utilizarse en el vuelo.

## El avión
El avión era un Breguet XIX GR (Gran Raid) Super-Bidón, sesquiplano, con motor Hispano Suiza 12 Nb de 650 caballos y 12 cilindros en V, desarrollado a partir del Breguet Bre 19 TR 'Bidon'. Fue fabricado especialmente para la ocasión, ampliando aún más la capacidad de su gran depósito, lo cual dada su posición en el centro de la estructura equivalía casi a rediseñar por completo el avión. Llevaron 5000 litros de gasolina en 8 depósitos y 200 de aceite. Tenía la cabina cerrada y un panel de instrumentos de vuelo muy completo con instrumentos de motor, dos brújulas, un altímetro, variómetro, reloj, integral de vuelo con anemómetro, indicador de virajes y de inclinación transversal.
Sus dimensiones eran:
- envergadura: 18,30 m
- longitud: 10,70 m
- altura: 04,08 m
- peso en vacío: 1990 kg
- peso total: 6320 kg
- velocidad máxima: 230 km/h
- techo: 6500 m
- alcance: 8500 km

A fin de aligerar en lo posible el peso, no llevaban equipos de radio.

## Travesía

### Sevilla - La Habana

Rutas de los grandes vuelos de la aviación española (1926-1936), incluyendo el vuelo del Cuatro Vientos.

El 8 de junio de 1933 despegaron de Cuatro Vientos para situar el avión en el aeródromo de Tablada (Sevilla), donde tras una cuidadosa preparación meteorológica, partieron el 10 de junio de 1933 a las 04:40. Emplearon 1500 m de pista para el despegue, casi la totalidad de la de Tablada.
El cruce del Atlántico central fue la mayor distancia volada hasta ese momento sobre el mar. Siguieron la ruta prevista con desviaciones mínimas a pesar de diversas incidencias, como una indisposición de Collar: Tablada (Sevilla), Madeira (Portugal), San Juan (Puerto Rico), Guantánamo (Cuba) y Camagüey (Cuba), donde llegaron 11 de junio a las 20:45 hora local después de 39 horas y 55 minutos de vuelo y 7895 km. 
El recibimiento en Cuba fue apoteósico. El vuelo constituyó un acontecimiento social de primera magnitud y los aviadores fueron agasajados en los círculos políticos, sociales y mercantiles de Cuba. En los días que pasaron allí Madariaga tuvo que hacer frente a una complicada incidencia: reparar una grieta aparecida en el gran depósito central. También tuvieron tiempo para realizar una visita al Observatorio de Belén, desde donde el padre jesuita Mariano Gutiérrez-Lanza elaboró los partes meteorológicos. Un controlador aéreo de la época, Francisco Figueroa, relató que los pilotos recibieron el consejo de suspender el siguiente vuelo hacia México al menos durante 24 horas debido a las malas condiciones meteorológicas, aunque finalmente partieron según la fecha prevista.

### La Habana - México
La travesía hacia México comprendía un vuelo de 1920 km que estaba previsto se realizase en unas 12 horas. El 20 de junio despegaron de La Habana a las 08:45 h hacia Ciudad de México y fueron vistos sobre Ozita a las 09:10 h, Ticul 10:10 h, Sabancuy a las 10:45, y Carmen a las 11:35, cerca de la ciudad de Villahermosa en Tabasco a partir de esta posición desaparecieron.
Aunque el Cuatro Vientos logró su hazaña en recorrer 8172 millas sus pilotos no vivieron para contarlo.

## Hipótesis sobre el accidente aéreo
Los gobiernos de México y Guatemala desplegaron numerosas operaciones de búsqueda y a pesar de los esfuerzos realizados, no pudo darse con el lugar de caída del aparato, un misterio que ha dado lugar hasta el día de hoy a numerosas teorías y especulaciones, creando un halo de misterio y leyenda acerca de cual fue el fin del Cuatro Vientos y sus tripulantes.
De entre las hipótesis más barajadas, la que ha cobrado mayor fuerza con el paso del tiempo, de mano de historiadores españoles y mexicanos, así como por expertos en aviación es la de que en medio de una tormenta que se calificó como "un temporal como pocos hemos visto en esta época" obligó a la tripulación a realizar una toma forzosa en la sierra Mazateca (Oaxaca). En la toma, Barberán, en la posición delantera de piloto quedaría seguramente malherido. Collar, en su posición más protegida pudo estar en condiciones de salir a buscar ayuda. En la búsqueda se encontraría con lugareños que les retuvieron secuestrados varios días creyendo que podrían robarles objetos de valor. Finalmente, quizá por frustración, quizá por temor a mayores consecuencias por sus actos, los secuestradores asesinaron a los tripulantes del Cuatro Vientos, que habría sido desguazado y enterrado junto con los cadáveres en algún lugar de la serranía. Si las autoridades mexicanas llegaron a conocer estos hechos, jamás se atrevieron a reconocerlos ante el Gobierno de España por las gravísimas implicaciones diplomáticas. Aún hoy en día sigue sin saberse nada del final del Cuatro Vientos.
A pesar de esas hipótesis rocambolescas, la realidad de la desaparición del Cuatro Vientos, quedó aclarada algún tiempo antes de que surgieran estas ya comentadas hipótesis.
Tras haber trascurrido casi un mes desde la desaparición del Cuatro Vientos, un trabajador de una finca cercana a la playa de Chiltepec, encontró una cámara de neumático, que fue enviada a la Embajada española en México. Las autoridades españolas confirmaron que la cámara pertenecía al Cuatro Vientos, y servía como salvavidas, en caso de caída al mar. La prensa publicó la noticia confirmando que el aparato se había perdido en el mar, pero los medios sensacionalistas tuvieron más acogida haciendo que la versión del secuestro y el asesinato de los pilotos cobrara fuerza.